# 塞迪尼
塞迪尼（義大利語：Sedini），是意大利萨萨里省的一个市镇。总面积41.49平方公里，人口1406人，人口密度33.9人/平方公里（2009年）。ISTAT代码为090065。